# 四季 (岩崎良美の曲)
「四季」（しき）は、1981年3月21日にリリースされた岩崎良美の5枚目のシングル。発売元はキャニオンレコード。

## 概要
A面曲「四季」は、歌詞の一部にフランス語が用いられている。作詞を手掛けた丹羽しげおとは、音楽プロデューサーの飯田則子が当時用いていたペンネームである。
ジャケット撮影は篠山紀信の手によるもの。

## 収録曲
1. 四季（4分47秒）
作詞：丹羽しげお／作曲・編曲：佐藤準
2. 今夜は私RICHな気分（3分27秒）
作詞：丹羽しげお／作曲・編曲：佐藤準